# Résolution 241 du Conseil de sécurité des Nations unies
Membres permanents
- Chine (Taïwan)
- États-Unis
- France
- Royaume-Uni
- URSS

Membres non permanents
- Argentine
- Brésil
- Bulgarie
- Canada
- Danemark
- Éthiopie
- Inde
- Japon
- Mali
- Nigéria

Résolution no 240 Résolution no 242
La Résolution 241  est une résolution du Conseil de sécurité des Nations unies adoptée le 15 novembre 1967, dans sa 1378e séance, après avoir réaffirmé les résolutions antérieures sur le sujet, le Conseil a condamné tout acte d'ingérence dans les affaires intérieures de la république démocratique du Congo, en particulier l'échec du Portugal d'interdire aux mercenaires de l'utilisation de sa colonie en Angola comme une base d'opérations pour des attaques armées contre la république démocratique du Congo. Le Conseil a demandé au Portugal de mettre fin immédiatement à cela et a appelé tous les pays d'accueil des mercenaires qui avaient participé aux attaques contre la république démocratique du Congo à prendre des mesures appropriées pour les empêcher de renouveler leurs activités contre un État.

## Vote
La résolution a été approuvée à l'unanimité.

## Texte
- Résolution 241 Sur fr.wikisource.org
- Résolution 241 Sur en.wikisource.org